# Lliga catalana de bàsquet femenina 2007-2008
La XIX Lliga Nacional Catalana Femenina 2009 fou la dinovena edició de la Lliga catalana de bàsquet. La competició se celebrà el 20 d'octubre de 2007 al Palau d'Esports de La Seu d'Urgell i fou organitzada per la Federació Catalana de Basquetbol. Hi participaren el Cadí la Seu d'Urgell i l'Olesa Espanyol. Es proclamà campió l'equip alturgellenc, que aconseguí el seu primer títol després de tres finals disputades. A nivell individual, destacà l'actuació de la jugadora americana Le'coe Willingham per part olesana, amb 25 punts, essent la màxima anotadora del partit, i Silvia Luz per part alturgellenca, amb 18 punts. La competició fou retransmesa en directe pel Canal 33.

## Final
| En negreta = Equip guanyador Pts = Punts Nota: Noms dels equips segons l'època |

| 20 d'octubre de 2007 12:30 | Cadí la Seu                                      | 78–70 | Olesa-Espanyol     | Palau d'Esports de La Seu d'Urgell |
| 20 d'octubre de 2007 12:30 | Resultats per quarts: 14-18, 22-11, 13-23, 29-18 |       |                    | Palau d'Esports de La Seu d'Urgell |
| 20 d'octubre de 2007 12:30 | Pts: Luz 18                                      |       | Pts: Willingham 25 | Palau d'Esports de La Seu d'Urgell |

| Cadí la Seu | Olesa-Espanyol |

| #             | Jugadora              | Pts |
| ------------- | --------------------- | --- |
|               | Helen Luz             | 12  |
|               | Celia Macià           | 2   |
|               | Jennifer Benningfield | 10  |
|               | McKay                 | 5   |
|               | Silvia Luz            | 18  |
|               | Cristina Sousa        | 3   |
|               | Elsa Donaire          | 9   |
|               | Montserrat Gilabert   | 5   |
|               | Laura Jornet          | 14  |
|               | Ester Farré           | N/D |
| Total         | Total                 | 78  |
| Entrenador    |                       |     |
| Víctor Lapeña |                       |     |

| Campió de la Lliga Catalana 2007-2008 |
| ------------------------------------- |
| Cadí la Seu Primer títol              |

| #          | Jugadora          | Pts |
| ---------- | ----------------- | --- |
|            | Palmira Marçal    | 15  |
|            | Kristina Lelas    | 2   |
|            | Sandra Gallego    | 14  |
|            | Miljana Musovic   | 6   |
|            | Le'coe Willingham | 25  |
|            | Lali Vila         | 2   |
|            | Jiménez           | 3   |
|            | Helena Boada      | 3   |
|            | Hadzovic          | N/D |
| Total      | Total             | 70  |
| Entrenador |                   |     |
|            |                   |     |